# 福岡県道39号苅田港線
福岡県道39号苅田港線（ふくおかけんどう39ごう かんだこうせん）は、福岡県京都郡苅田町を通る県道（主要地方道）である。

## 概要
京都郡苅田町港町から京都郡苅田町京町1丁目に至る。いわゆる港道路の一つで総延長は372 mと非常に短く起点が分かりにくい。周囲には苅田港に隣接する工業団地が多数建ち並ぶ。

### 路線データ
- 起点：福岡県京都郡苅田町港町（苅田港）
- 終点：福岡県京都郡苅田町京町1丁目（苅田港入口交差点・国道10号交点）
- 総延長：372 m

## 歴史
- 1993年（平成5年）5月11日 - 建設省から、県道苅田港線が苅田港線として主要地方道に指定される[1]。

## 地理

### 通過する自治体
- 京都郡苅田町

### 交差する道路
| 交差する道路           | 交差する場所 | 交差する場所            |
| ---------------------- | ------------ | ----------------------- |
| 福岡県道25号門司行橋線 | 磯浜町1丁目  | 苅田港本港入口交差点    |
| 国道10号               | 京町1丁目    | 苅田港入口交差点 / 終点 |

### 沿線
- 苅田港
- 苅田町中心部
- 北九州空港
- 石塚山古墳
- E10 東九州自動車道 1 苅田北九州空港IC（終点付近）